# Žiar (Liptovský Mikuláš)
Žiar (bis 1927 slowakisch „Žiár“; ungarisch Zsár) ist eine Gemeinde im Norden der Slowakei mit 483 Einwohnern (Stand 31. Dezember 2024), die zum Okres Liptovský Mikuláš, einem Teil des Žilinský kraj, gehört und zur traditionellen Landschaft Liptau gezählt wird.

## Geographie

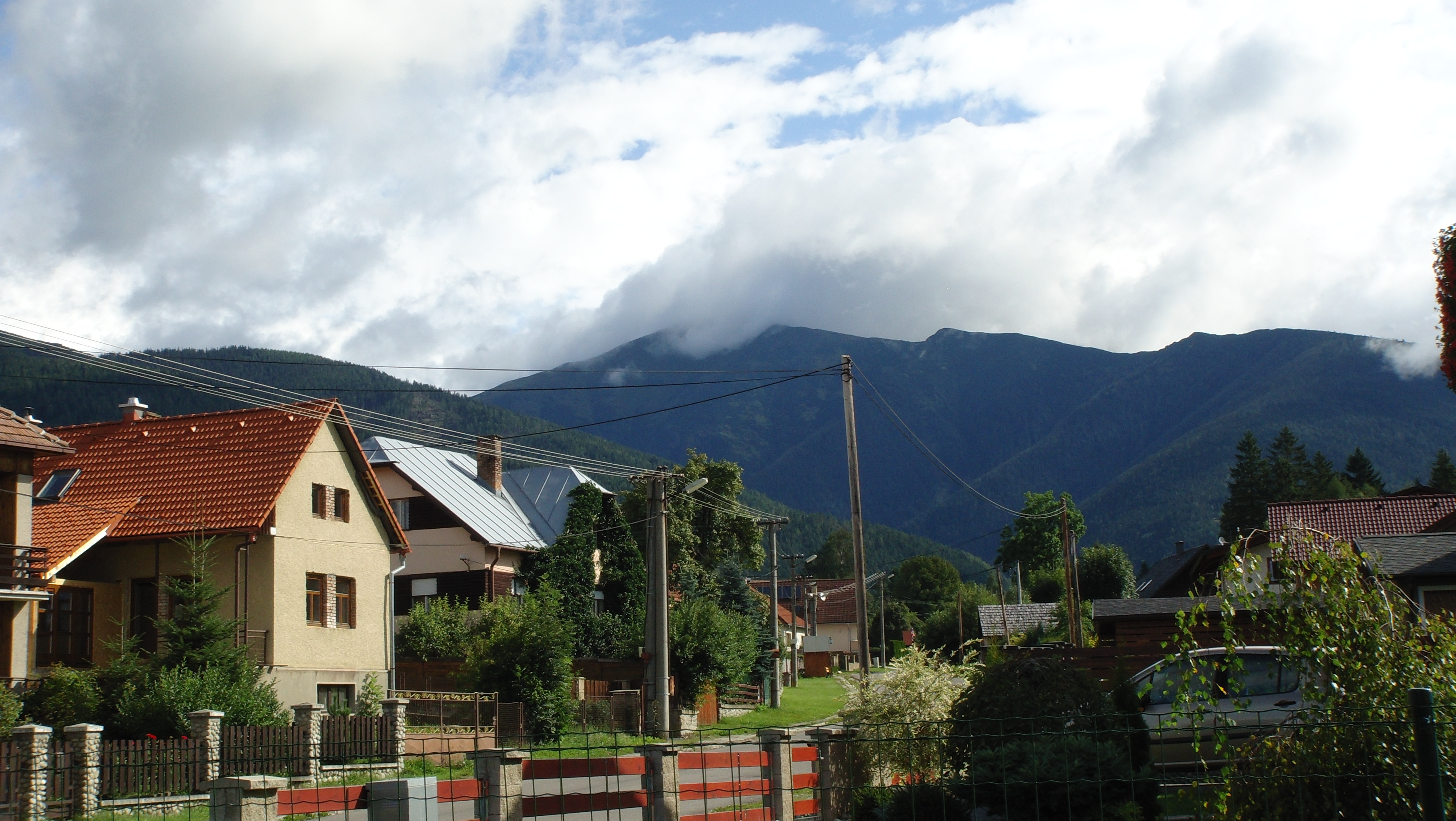
Ortsansicht

Die Gemeinde befindet sich im Mittelteil des Talkessels Liptovská kotlina (Teil der größeren Podtatranská kotlina) unterhalb der Westtatra an der Smrečianka. Das Gemeindegebiet umfasst dazu das Tal Žiarska dolina bis zum Hauptkamm der Westtatra. Das Ortszentrum liegt auf einer Höhe von 760 m n.m. und ist 10 Kilometer von Liptovský Mikuláš entfernt.
Nachbargemeinden sind Zuberec im Norden, Jamník im Nordosten, Liptovský Mikuláš (Stadtteil Svätý Štefan) im Osten, Veterná Poruba im Süden, Smrečany im Südwesten und Jalovec im Westen.

## Geschichte

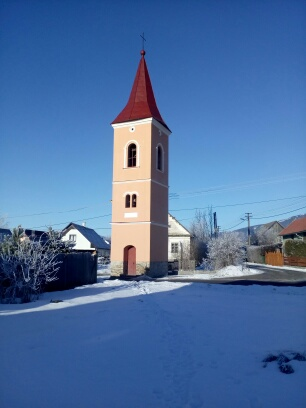
Evangelischer Glockenturm

Žiar wurde gegen 1300 in einer Waldlichtung gegründet und wurde zum ersten Mal 1349 als Zar schriftlich erwähnt, als Besitz der Familie Smrečiansky-Szentiványi aus dem niederen Adel. Bis zur zweiten Hälfte des 18. Jahrhunderts gehörte der Ort administrativ zum Nachbarort Smrečany. 1715 wohnten hier 11 Steuerzahler, 1784 hatte die Ortschaft 24 Häuser und 251 Einwohner. 1828 zählte man 42 Häuser und 400 Einwohner, die als Hirten und Köhler beschäftigt waren.
Bis 1918 gehörte der im Komitat Liptau liegende Ort zum Königreich Ungarn und kam danach zur Tschechoslowakei und schließlich zur Slowakei. In der ersten tschechoslowakischen Republik waren Forst- und Landwirtschaft Haupteinnahmequellen der Bevölkerung. Am 28. Oktober 1944 wurde Žiar von den Truppen der Wehrmacht in Brand gesetzt, nachdem es vorher Kämpfe zwischen Partisanen und NS-deutschen Einheiten gab.

## Bevölkerung
| Jahr                | 1994 | 2004    | 2014    | 2024    |
| ------------------- | ---- | ------- | ------- | ------- |
| Anzahl der Personen | 420  | 417     | 444     | 483     |
| Unterschied         |      | −0,71 % | +6,47 % | +8,78 % |

| Jahr                | 2023 | 2024    |
| ------------------- | ---- | ------- |
| Anzahl der Personen | 476  | 483     |
| Unterschied         |      | +1,47 % |

Nach der Volkszählung 2011 wohnten in Žiar 436 Einwohner, davon 422 Slowaken, zwei Tschechen und ein Magyare. 11 Einwohner machten keine Angabe zur Ethnie.
245 Einwohner bekannten sich zur Evangelischen Kirche A. B., 102 Einwohner zur römisch-katholischen Kirche, drei Einwohner zur evangelisch-methodistischen Kirche, zwei Einwohner zur griechisch-katholischen Kirche und ein Einwohner zu den Zeugen Jehovas; ein Einwohner bekannte sich zu einer anderen Konfession. 56 Einwohner waren konfessionslos und bei 26 Einwohnern wurde die Konfession nicht ermittelt.

## Bauwerke und Denkmäler

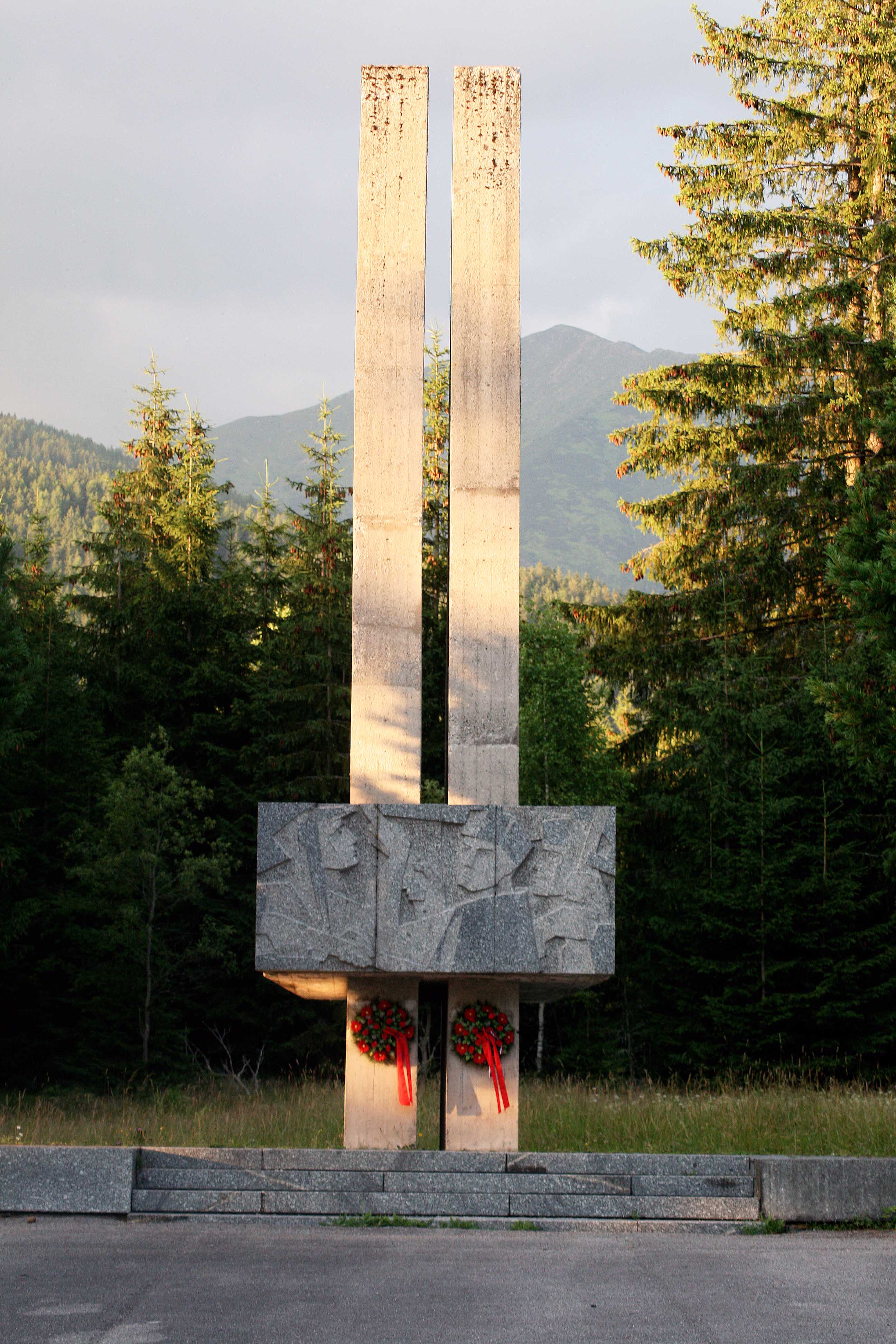
Kriegsdenkmal